# Цезарий Гейстербахский
Цезарий Гейстербахский (лат. Caesarius Heisterbacensis, нем. Caesarius von Heisterbach; ок. 1180 — ок. 1240) — цистерцианский монах, приор монастыря этого ордена в Гейстербахе, близ Кёльна, немецкий писатель, теолог.
Его сочинения обнаруживают выдающуюся для того времени начитанность. Среди многочисленных сочинений, написанных на средневековой варварской латыни, особенной популярностью пользовались в своё время «Беседы о чудесах» (лат. Dialogus miraculorum, 1219—1223) — сборник рассказов о необычайных событиях и явлениях, о которых в разное время пришлось слышать автору либо от очевидцев, либо от людей, которые передавали слышанное ими от других. Эти рассказы представляют собой богатый материал для характеристики средневекового настроения и мировоззрения эпохи крестовых походов.
Цезарий был биографом Энгельберта, архиепископа Кёльнского, среди его трудов есть «Продолжение перечня архиепископов Кёльнских». Данный труд представляет собой подробный список кёльнских архиепископов, выполненный в хронологическом порядке, с 1167 по 1238 год.